# Colin Welch
Colin Welch était un journaliste politique britannique, né le 23 avril 1924 à Ickleton dans le Cambridgeshire et mort à Froxfield dans le Wiltshire le 28 janvier 1997. Il a travaillé pour le Daily Telegraph et le Glasgow Herald.